# Mojno
Mojno (makedonska: Мојно) är en ort i Nordmakedonien. Den ligger i kommunen Mogila, i den södra delen av landet, 90 kilometer söder om huvudstaden Skopje. Mojno ligger 710 meter över havet och antalet invånare är 198.